# Susanna Javicoli
Susana Javicoli, née le 7 août 1954 à Rome et morte le 17 juin 2005 dans la même ville, est une actrice italienne.

## Biographie
Grande muse de Carmelo Bene, elle a joué le rôle de Lady Anne dans son Richard III ; elle a ensuite été Lady Macbeth dans Macbeth secondo Carmelo Bene et Emilia dans Othello de Shakespeare.
Diplômée de l'Académie nationale d'art dramatique, elle a travaillé avec plusieurs autres metteurs en scène de théâtre : Mario Missiroli, Carlo Cecchi, Giuseppe Patroni Griffi, Aldo Trionfo (it) (qui l'a dirigée face à Sergio Castellitto dans Candelaio d'après Giordano Bruno).
Elle a fait la voix de Médée avec l'orchestre de chambre I Solisti Veneti dirigés par Claudio Scimone. Pour Walt Disney, elle interprète la voix de Peg dans La Belle et le Clochard (dans le doublage de 1997) et dans la suite de 2001, La Belle et le Clochard 2 : L’Appel de la rue.
Elle est décédée le 17 juin 2005 à l'âge de 50 ans des suites d'un cancer du rein.

## Filmographie

### Actrice de cinéma
- 1974 : La nottata de Tonino Cervi
- 1976 : Vices privés, vertus publiques de Miklós Jancsó
- 1977 : Suspiria de Dario Argento
- 1977 : Armaguedon d'Alain Jessua : Gabriella
- 1977 : Si les porcs avaient des ailes (Porci con le ali) de Paolo Pietrangeli : Carla
- 1978 : Ecce bombo de Nanni Moretti
- 1979 : I giorni cantati (it) de Paolo Pietrangeli
- 1980 : Action de Tinto Brass
- 1985 : Blu cobalto de Gianfranco Fiore Donati
- 1985 : Monitors (it) de Piero Panza
- 1990 : Non più di uno (it) de Berto Pelosso (it)
- 1991 : Body Puzzle de Lamberto Bava
- 2000 : Quando una donna non dorme (it) de Nino Bizzarri
- 2001 : Juste un baiser (L'ultimo bacio)